# Huta (powiat świecki)
Huta – (niem. Hedwigsthal, Ebenseehütte) kolonia w Polsce położona w województwie kujawsko-pomorskim, w powiecie świeckim, w gminie Lniano.
W latach 1975–1998 miejscowość administracyjnie należała do województwa bydgoskiego.